# Movimiento de Objetores de Conciencia
El Movimiento de Objetores de Conciencia (MOC) es una asociación pública rusa sin ánimo de lucro creada en 2013. para prestar apoyo jurídico y psicológico a los objetores de conciencia al servicio militar. El movimiento asesora a los ciudadanos que desean negarse a realizar el servicio militar por motivos de conciencia y ayuda a obtener un aplazamiento o la exención del servicio militar obligatorio
Tras el estallido de la guerra a gran escala en Ucrania, el Movimiento también comenzó a ayudar a las personas que se encontraban en el frente. Durante la movilización militar en Rusia, representantes del Movimiento proporcionaron asesoramiento jurídico para prevenir el reclutamiento ilegal de ciudadanos.
En 2023, la Oficina Internacional por la Paz propuso al Movimiento para el Premio Nobel de la Paz por su labor en defensa de los derechos humanos. Ese mismo año, la organización fue denominada “agente extranjero” en Rusia.

## Historia
El Movimiento de Objetores de Conciencia (MOC) fue fundado en 2013, tras separarse de la organización de protección de derechos humanos “Madres de Soldados de San Petersburgo”.
Elena Popova y Miroslav Míshinov, futuros fundadores del MOC, comenzaron su actividad en el campo de los derechos humanos en 2009, trabajando en “Madres de Soldados de San Petersburgo” y creando la asociación “A favor del servicio civil alternativo”. 
A principios de su actividad, el MOC utilizó activamente la plataforma VKontakte. 
Desde 2022, tras el inicio de la invasión rusa a gran escala en Ucrania, el MOC ha ampliado su esfera de actividad. La organización comenzó a asesorar no sólo a reclutas, sino también a las personas que ya se encontraban en el frente, sobre la objeción al servicio militar. 
En agosto de 2022, el MOC lanzó una petición en Change.org invocando la abolición del servicio militar obligatorio en Rusia y el regreso a casa de los reclutas que luchaban en Ucrania. La petición recogió más de 30.000 firmas.
- Tras el anuncio de la movilización militar, representantes del Movimiento brindan asesoramiento jurídico a los reclutas, protegiendo su derecho a objetar al servicio militar.[4][8]
- En 2023, la Oficina Internacional por la Paz propuso al MOC para el Premio Nobel de la Paz. Al mismo tiempo, el Ministerio de Justicia ruso incluyó a la organización y a su director, Aleksandr Bélik, en el registro de “agentes extranjeros”.

El MOC participó en actividades internacionales dedicadas a la protección de los derechos humanos, firmando un llamamiento conjunto al Parlamento Europeo con más de cien organizaciones. El llamamiento plantea las cuestiones de la protección de objetores, prisioneros de guerra y desertores que condenaron la guerra, así como la creación de procedimientos de visado para su tránsito a la Unión Europea.
En 2024, el MOC recibió el Premio de la Paz Seán MacBride, concedido por la Oficina Internacional por la Paz. 
La organización también exigió al Ministerio de Justicia neerlandés que investigue los casos de suicidios entre solicitantes de asilo político.

## Estructura de la organización
El Movimiento de Objetores de Conciencia es una organización descentralizada con una estructura de toma de decisiones horizontal. Sus actividades son proporcionadas por voluntarios, coordinadores y miembros del personal

### Órganos de gestión
El órgano de gestión principal es la Sede de Coordinadores, que determina la dirección del trabajo y adopta los planes financieros y estratégicos. La gestión operativa corre a cargo del director, elegido por la Sede para un mandato de hasta tres años sin derecho a reelección. Las tareas corrientes se llevan a cabo por la Oficina – un grupo de miembros del personal bajo la gerencia del director.
Otras estructuras incluyen chats de Telegram, que en 2023 reunían unos 900 participantes, y grupos de voluntarios que autodefinen su ámbito de trabajo.
La misión del Movimiento de Objetores de Conciencia es el avance hacia un mundo libre sin violencia. La organización funciona con el objetivo de la defensa de los derechos humanos, declarando como sus valores fundamentales la ausencia de discriminación, la concienciación y la solidaridad.
El MOC trabaja en los siguientes ámbitos: 
1. Apoyo jurídico y de asesoramiento:
- Prestación de asistencia jurídica gratuita y asesoramiento sobre cuestiones de objeción al servicio militar
- Preparación de materiales metodológicos y ejemplos de documentos[10]
- Asistencia para obtener un aplazamiento o la exención del servicio militar obligatorio
- Apoyo psicológico a los objetores de conciencia[5]

2. Abogacía y actividad pública:
- Protección de los derechos de reclutas y oposición a infracciones
- Trabajo para amplificar la accesibilidad del servicio civil alternativo
- Cooperación con organizaciones internacionales[10]
- Apoyo especializado a los objetores LGBTQ+[4]

3. Labor educativa:
- Organización de talleres sobre las vías legales de conseguir la exención del servicio militar[5]
- Creación y mantenimiento de recursos informativos en la Red[6]
- Creación de una comunidad de objetores de conciencia[11]
- Popularización de una imagen positiva del objetor de conciencia[11]

### Evaluaciones positivas
La Oficina Internacional por la Paz (OIP) reconoció los logros del Movimiento en el ámbito de los derechos humanos. En 2023, junto con organizaciones ucranianas y bielorrusas que brindan ayuda a objetores de conciencia, el MOC fue nominado por la OIP para el Premio Nobel de la Paz. En su comunicado, la OIP afirmó que las organizaciones “han demostrado una habilidad y dedicación sin precedentes en sus esfuerzos como defensores de la paz, la objeción de conciencia al servicio militar y los derechos humanos”.
En 2024, el Movimiento de Objetores de Conciencia recibió el Premio de la Paz Seán MacBride. El premio fue compartido por tres organizaciones: de Rusia, Ucrania (Ukrainian Pacifist Movement) y Bielorrusia (Nash Dom), que prestan ayuda a los objetores de conciencia. La Oficina Internacional por la Paz señaló que las organizaciones de derechos humanos galardonadas “no sólo avanzan significativamente la defensa del derecho a la objeción de conciencia al servicio militar, sino que también simbolizan el perdurable espíritu de la paz frente a la adversidad.”
Más de 60 iniciativas antibelicistas, entre ellas europeas, han exigido a la Comisión Europea y al Parlamento Europeo que concedan asilo dentro de la Unión Europea a los objetores de conciencia. En el llamamiento, los activistas de derechos humanos han evaluado positivamente el trabajo del MOC.

### Evaluaciones negativas
En junio de 2023, el Ministerio de Justicia ruso denominó al Movimiento de Objetores de Conciencia un “agente extranjero”, acusando a la organización de difundir información falsa sobre las decisiones de las autoridades, recibir financiación extranjera y manifestarse en contra de la “operación militar especial” rusa en Ucrania. Al mismo tiempo, Aleksandr Bélik, director del MOC, también fue pronunciado “agente extranjero”.
En mayo de 2022, el tribunal del distrito Savyolovsky de Moscú dictaminó bloquear el sitio web del Movimiento de Objetores de Conciencia en el territorio de la Federación Rusa. El dictamen del tribunal afirmó que el sitio web del Movimiento contenía información que desacreditaba el servicio en las Fuerzas Armadas de la Federación Rusa, así como declaraciones que justificaban la evasión del servicio militar.
En 2023, la RAPSI (Agencia Rusa de Información Legal y Judicial), en una publicación dedicada al reconocimiento del “movimiento LGBT” como extremista, mencionó al Movimiento de Objetores de Conciencia como una organización extremista. La RAPSI vinculó el Movimiento a la Open Society Foundations de George Soros y al movimiento LGBTQ+ en Ucrania, clasificándolos como amenaza de “acciones extremistas” en Rusia.
En octubre de 2022, la plataforma Tilda eliminó el sitio web del Movimiento de Objetores de Conciencia sin proveer explicación. En 2023, la administración de la red social VKontakte bloqueó la comunidad del MOC por orden de la Fiscalía General por publicar “fakes” sobre el ejército ruso.